# Martellamento
In ingegneria sismica, il martellamento è un fenomeno distruttivo che si può verificare quando un evento sismico violento colpisce due edifici contigui. Se il giunto tecnico (cioè lo spazio libero) fra due corpi di fabbrica contigui non è sufficientemente ampio affinché questi elementi strutturali possano oscillare senza toccarsi, i due corpi di fabbrica urtano l'uno contro l'altro lesionandosi a vicenda.
Per evitare questo pericoloso fenomeno, le Norme Tecniche per le Costruzioni (disciplinate in Italia dal D.M. 17 gennaio 2018) prevedono  che la distanza tra due costruzioni contigue ({\displaystyle d}) non sia inferiore alla somma degli spostamenti massimi orizzontali calcolati per lo Stato Limite di salvaguardia della Vita (SLV) e, in ogni caso, non inferiore a:
{\displaystyle d={\frac {\alpha h}{100}}}
dove:
- {\displaystyle h} (in cm) è la quota dei punti affacciati misurata dal piano di fondazione;
- {\displaystyle \alpha } è un coefficiente di rischio sismico uguale o inferiore a 1, e calcolato come {\displaystyle {\frac {a_{g}S}{0,5g}}}

Nella formula del coefficiente, {\displaystyle a_{g}} è l'accelerazione orizzontale massima al suolo indotta dal sisma, {\displaystyle S} è un coefficiente di amplificazione sismica che tiene conto delle caratteristiche topografiche e stratigrafiche del terreno, mentre {\displaystyle g} è l'accelerazione di gravità.
Come esempio, nel caso di edifici contigui alti 30 m e nella peggiore ipotesi di calcolo con {\displaystyle \alpha =1}, la distanza minima non deve essere inferiore ai 30 cm.